# Jordan–Hare Stadium
Jordan–Hare Stadium es un estadio de fútbol americano colegial ubicado en Auburn, Alabama, fue inaugurado en el año de 1939, tiene una capacidad para albergar a 87 451 aficionados cómodamente sentados, su equipo local son los Tigers de Auburn pertenecientes a la Southeastern Conference de la National Collegiate Athletic Association.